# Culturisme
« Bodybuilder » redirige ici.  Pour le film de Roschdy Zem, voir Bodybuilder (film).
Le culturisme, ou bodybuilding en anglais,, est une discipline sportive ainsi qu'un art du corps et de la performance qui consiste principalement à développer sa masse musculaire (hypertrophie). Dans un but esthétique pour l'exhiber en exécutant des poses plastiques codifiées, isolément ou enchaînées dans une chorégraphie.
La préparation du culturiste pour une compétition se compose principalement d'un entraînement de musculation, de repos, et d'un contrôle strict de l'alimentation (régime généralement riche en protéines et nutriments essentiels, avec un apport calorique très variable selon les phases de la préparation). Certains culturistes utilisent des stéroïdes anabolisants et d'autres produits dopants améliorant la performance pour développer leur masse musculaire et récupérer plus rapidement. Les compétitions interdisent parfois l'utilisation de ces produits en raison des risques pour la santé ou des considérations concernant la concurrence loyale. Malgré certains appels à tester les stéroïdes, la principale fédération de culturisme (National Physique Committee) n'exige pas de test.
Les culturistes professionnels exposent le fruit de leur travail lors de compétitions pendant lesquelles ils doivent se mettre en ligne et exécuter des poses spécifiées (et plus tard une séquence de celles-ci chorégraphiée) devant un jury qui les classe en fonction de la symétrie, de la musculature, de la taille, du conditionnement, de la pose et de la présentation sur scène.
Sport uniquement pratiqué par des hommes à l'origine, des femmes ont commencé à prendre part à des compétitions distinctes au cours des années 1980.
Le culturisme ne doit pas être confondu avec la musculation, méthode d'entraînement principale du culturiste, mais pouvant être pratiquée pour d'autres motifs. Il ne faut pas le confondre non plus avec les compétitions de sport de force et de force athlétique, où c'est la force pure qui est recherchée, ni avec l'haltérophilie où l'on accorde autant d'attention à la force physique qu'à la technique. Bien qu'il y ait des similitudes entre ces disciplines, le culturisme implique des différences majeures au niveau des objectifs (avant tout d'ordre esthétique), du type d'entraînement et du régime alimentaire.

## Historique
Héraclès, le plus grand héros de la mythologie grecque et un symbole de masculinité, peut être considéré comme le précurseur du culturisme moderne. La statuaire qui lui est consacrée représente l'idéal du développement musculaire masculin dans la Grèce antique.

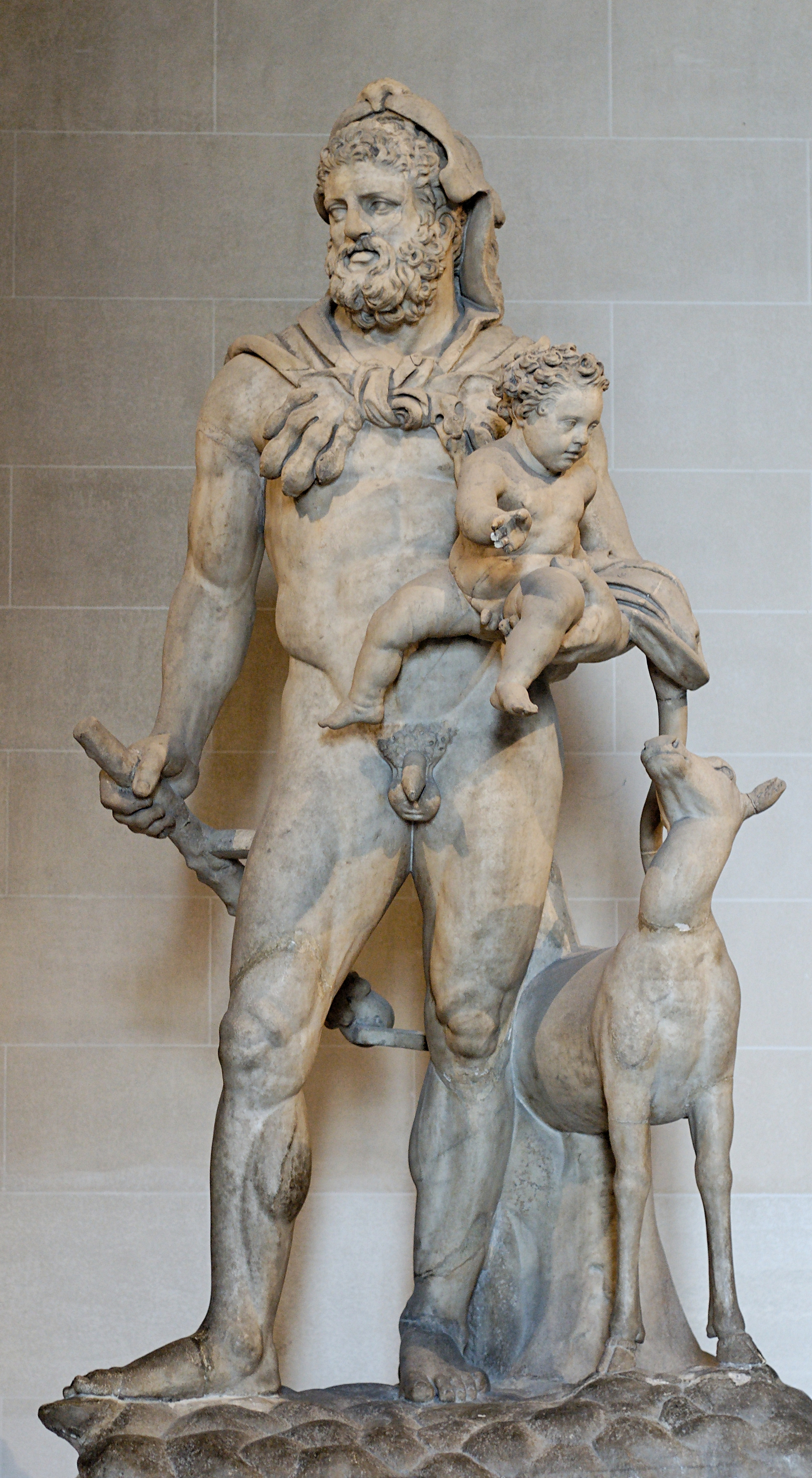
Héraclès et Télèphe, Musée du Louvre.

 Le culturisme est apparu en tant que tel à la fin du XIXe siècle en Europe. Un de ses principaux pionniers fut l'athlète d'origine allemande Eugen Sandow, né en 1867. Il se rendit célèbre par ses démonstrations dans de nombreuses expositions ou des spectacles où il se produisit, en France, en Grande-Bretagne et aux États-Unis. Il fut l'un des premiers à rechercher l'esthétique musculaire plutôt qu'une démonstration de force brute.

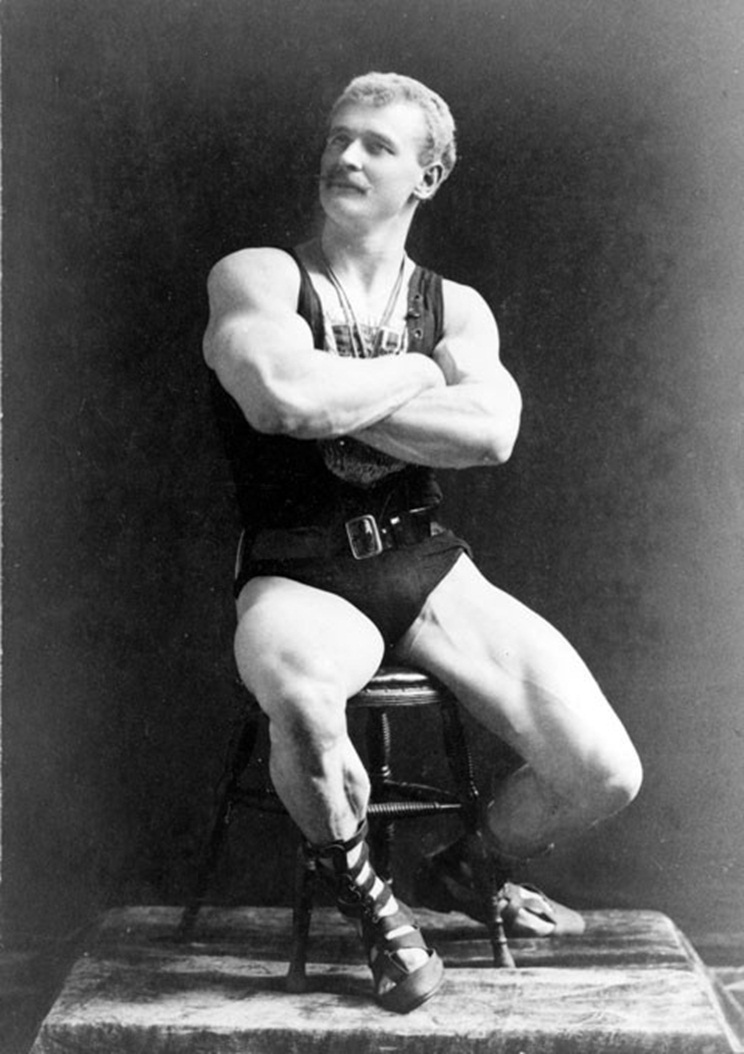
Eugen Sandow, un des pionniers du culturisme.

 Intégrant les expériences de Hippolyte Triat, Eugène Paz et les enseignements de Georges Hébert, considérés comme les pères de la culture physique en France, d'autres athlètes tels que George Hackenschmidt, Edmond Desbonnet ou Earle Liederman (auteur d'un traité de culturisme vers 1920), marquèrent les débuts de ce sport. Autre personnage-clé de l'histoire du culturisme, Joe Weider inventa ou codifia de nombreuses techniques d'intensification utiles à la progression, créa la fédération IFBB, le concours Mr. Olympia – inauguré en 1965 et rapidement devenu le plus prestigieux de la discipline – et plusieurs revues spécialisées. Il fut l'un des mentors d'Arnold Schwarzenegger. Ce dernier, et d'autres comme Steve Reeves ou Larry Scott, marquèrent une nouvelle ère, celle du culturisme moderne, caractérisée par la multiplication des salles d'entraînement, l'apparition de lieux dédiés comme la plage Muscle Beach (en) en Californie, et la création des premiers concours professionnels. Véritable phénomène à tout point de vue, Arnold Schwarzenegger s'est illustré comme le meilleur athlète pendant de nombreuses années (sept titres de Mr. Olympia), puis a grandement contribué à la popularisation de cette discipline, via le documentaire semi-fictif Pumping Iron puis ses rôles dans des films d'action à grand succès dans les années 1980, et continue encore aujourd'hui d'être une source d'inspiration ; le concours Arnold Classic qu'il a créé en 1989 est rapidement devenu le deuxième en importance dans le circuit professionnel.

## Stratégies
Pour stimuler la croissance (hypertrophie) des muscles, les culturistes utilisent différents moyens :
- un entraînement de résistance progressive ciblant l'hypertrophie musculaire ;
- une nutrition adéquate qui inclut un apport supplémentaire en protéines, des repas fréquents afin d'optimiser l'assimilation des nutriments, une gestion correcte des glucides et des lipides, ainsi qu'un apport optimisé en vitamines, minéraux et autres micronutriments ;
- des compléments alimentaires afin de parfaire l'alimentation de base ;
- un repos de première qualité pour faciliter l'anabolisme, avec en particulier un sommeil suffisamment réparateur ;
- une gestion du stress pour éviter la sécrétion d'hormones cataboliques telles que le cortisol ;
- parfois un recours illégal au dopage (stéroides anabolisants, hormone de croissance, SARMs (Selective Androgen Receptor Modulators) , peptides...)

### Lever de poids en résistance
Soulever des poids provoque des micro-déchirures dans les fibres des muscles impliqués, qui provoquent la douleur ressentie après l'exercice. La croissance du muscle résulte de la réparation de ces lésions (anabolisme). Généralement, la douleur provoquée par l'entraînement (courbature) est à son maximum entre 24 et 36h après la séance (d'où l'appellation en anglais « Delayed-Onset Muscle Soreness »).

### Nutrition

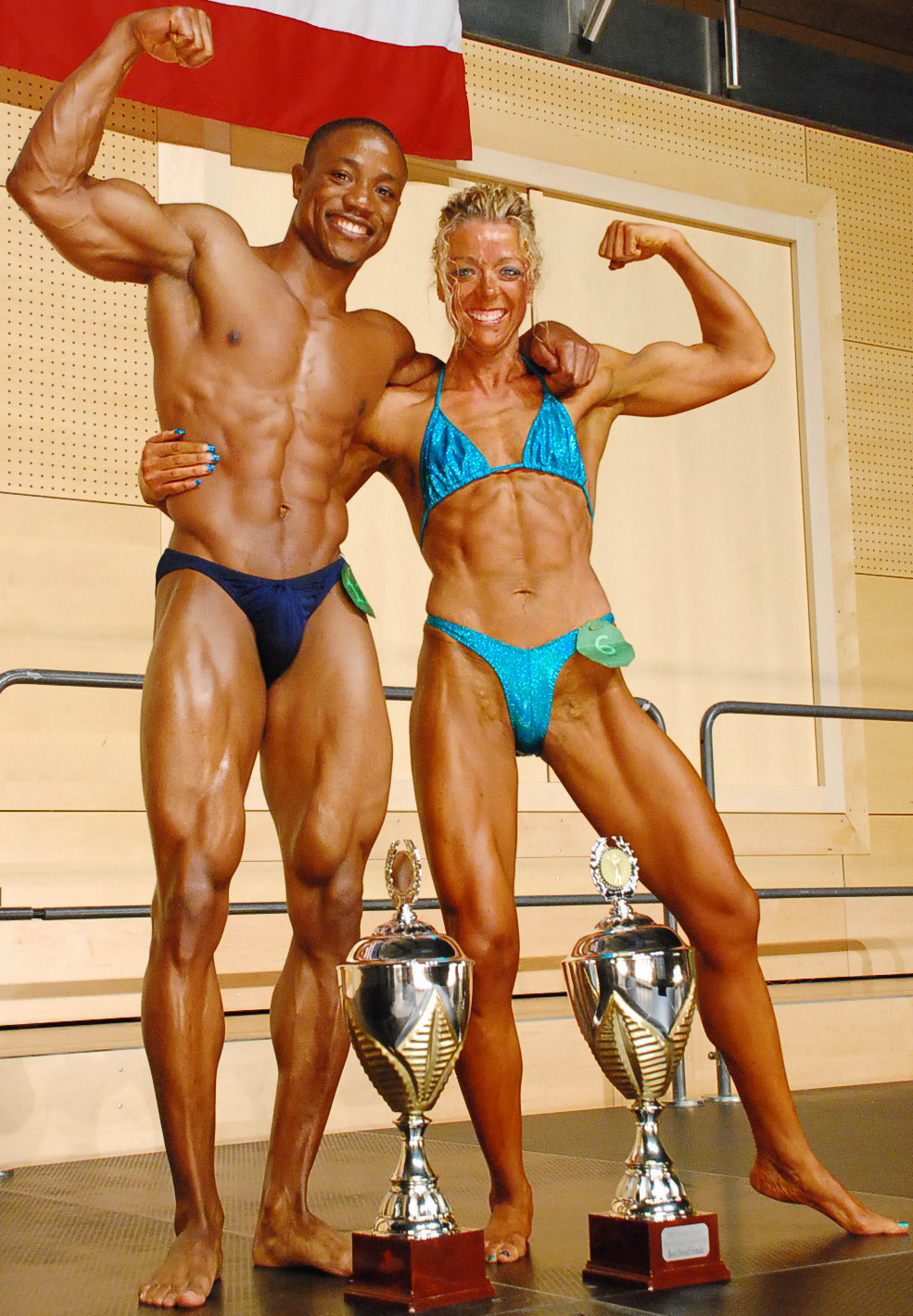
Les gagnants (catégories masculine et féminine) du concours de culturisme de l'armée américaine à Wiesbaden (Allemagne), 2009.

Toutefois, la réparation et la croissance ne peuvent pas avoir lieu sans les « briques » biochimiques nécessaires, fournies par une alimentation de qualité. Les culturistes ont donc besoin d'un régime alimentaire extrêmement spécialisé :
- Le taux de protéines par rapport à la totalité de l'apport énergétique est nettement supérieur à ce qui est recommandé par les autorités médicales, généralement autour de 30 %, voire plus encore en période de « sèche » (puisque l'on réduit alors les apports en glucides et lipides tout en gardant un apport élevé de protéines pour limiter la fonte musculaire), au lieu du taux habituellement conseillé de 15 % pour un adulte sédentaire.
- En période de « prise de masse », l'apport énergétique global est augmenté de 500 à 1 000 Kcal par jour par rapport à l'apport de maintien, cette suralimentation délibérée étant généralement nécessaire à la croissance musculaire (variable selon les individus, et selon le niveau d'entraînement – ainsi, un athlète ayant déjà développé une masse musculaire élevée, puis ayant maigri à la suite d'un arrêt de l'entraînement, peut retrouver son niveau de développement antérieur rapidement et avec un surplus énergétique bien inférieur, voire avec un régime hypo-calorique, en combinant la fonte du tissu adipeux avec la régénération de la masse musculaire).
- En période de « sèche », au contraire, l'apport énergétique est diminué de 500 à 1 000 Kcal par jour par rapport à l'apport de maintien (parfois davantage dans les derniers jours avant un concours). Ce déficit énergétique est combiné à des exercices cardio-respiratoires à basse intensité (filière endurance) pour éliminer autant que possible le gras corporel en vue d'une compétition.
- La proportion des calories venant des protéines, des glucides (hydrates de carbone ou sucres) et des lipides (graisses) varie en fonction des objectifs du culturiste ; si l'apport en protéines est généralement stable (voir ci-dessus), l'ajustement énergétique se fait en jouant sur les quantités des deux autres macro-nutriments. Une erreur souvent commise est de réduire trop drastiquement les lipides : à apport énergétique égal cela ne facilite pas la perte de graisse corporelle, et cela peut entraîner des carences préjudiciables, notamment en acides gras essentiels (Oméga-6 = acide linoléique, Oméga-3 = acide alpha-linolénique, acide docosahexaénoïque ou DHA, acide eicosapentaénoïque ou EPA).
- L'apport alimentaire est fractionné en 5 à 7 repas par jour, de valeur nutritive à peu près équivalente, à intervalles réguliers, généralement toutes les 2 à 4 heures, ce qui permet une meilleure absorption des nutriments, favorise l'anabolisme et évite le catabolisme musculaire ; cela aurait en outre pour effet d'augmenter le métabolisme basal, mais les études montrent au mieux un effet très faible sur ce plan.

#### Protéines
L'apport généralement recommandé en protéines d'après la littérature scientifique pour maximiser ses gains en masse musculaire est d'environ 1,6 grammes par kilogramme de poids corporel. Cependant dans la pratique, la majorité des pratiquants se situent entre 2 et 3 grammes par kilogramme de poids corporel pour aider le corps à récupérer et à se régénérer (au lieu de 0.8 à 1g par kilogramme pour un adulte sédentaire ou à l'activité sportive modérée). Ces protéines proviennent en priorité de sources de qualité et pauvres en lipides telles que : viande maigre de bœuf, blanc de poulet ou de dinde, chair de poissons, œufs (plus particulièrement le blanc d'œuf, le jaune étant évité ou consommé en quantité limitée – par exemple un jaune pour six blancs – en raison de sa teneur en lipides et cholestérol), lait et dérivés laitiers partiellement ou totalement dégraissés. Les protéines végétales peuvent être intéressantes, surtout si elles sont combinées pour compenser leurs carences respectives en certains acides aminés essentiels ; ainsi, l'association dans un même repas de céréales (blé, riz...) et de légumineuses (soja, lentilles, pois chiches...) permet d'obtenir un apport équilibré en acides aminés, et donc de diminuer l'apport en protéines animales, voire de s'en passer totalement dans le cadre d'un régime végétalien (même si cela complique encore une discipline déjà passablement fastidieuse sans cette restriction, quelques végétaliens stricts parviennent à atteindre un développement musculaire remarquable). Les poudres protéinées, qui sont le plus souvent à base de lait (le petit-lait ou lactosérum ou whey protein étant la forme la plus prisée en raison de sa haute valeur biologique et de sa rapidité d'assimilation, mais la caséine, absorbée plus lentement, peut être préférable avant le coucher, afin de limiter le catabolisme tout au long du sommeil), de blanc d'œuf ou de soja, permettent également de compléter l'apport et constituent un moyen pratique d'ajouter des collations riches en protéines sous forme de boissons de type milk-shake, pouvant être avalées rapidement, notamment hors du domicile. Toutefois certains « puristes » préfèrent que leur apport protéique provienne exclusivement de la nourriture, plutôt que de suppléments de protéines en poudre.

#### Glucides
Une large proportion de l'apport en calories provenant des glucides est nécessaire, permettant au corps de recevoir suffisamment d'énergie pour supporter les rigueurs de l'entraînement et pour favoriser l'anabolisme au repos. Les sucres complexes, ou polysaccharides (les amidons), à indice glycémique bas, sont privilégiés, car libérant leur énergie plus lentement que les sucres simples, que sont les monosaccharides (glucose, galactose) et les disaccharides (saccharose, lactose, maltose). Ceci est important, car les sucres simples produisent un pic de sécrétion d'insuline, qui induit l'organisme à absorber l'excédent dans le tissu adipeux. De plus, une trop grande consommation de sucres simples associée à une prédisposition génétique peut favoriser l'apparition d'un diabète de type 2. En revanche, il est fréquent dans la pratique culturiste d'ingérer des sucres simples juste avant ou juste après l'entraînement pour regarnir les réserves de glycogène des muscles.

#### Lipides
Les lipides complètent l'apport, dans des proportions variables. Si dans les années 1980-1990 il était souvent conseillé dans les livres et magazines spécialisés d'en réduire l'apport autant que possible, même en période de prise de volume, avec un taux d'environ 15 % du total de l'apport énergétique, des études plus récentes ont montré qu'à apport énergétique égal un taux plus bas de lipides ne favorisait pas la perte de graisse, et pourrait même avoir un effet inverse puisque l'augmentation concomitante du taux de glucides entraîne une plus forte variabilité de la sécrétion d'insuline. De plus, outre l'apport en acides gras essentiels (voir ci-dessus), les lipides favorisent l'assimilation des vitamines liposolubles (vitamine A, vitamine E, vitamine D) et jouent des rôles multiples de régulation hormonale.

#### Vitamines et minéraux
Un apport adéquat en vitamines et en minéraux est nécessaire : bon nombre de culturistes prennent quotidiennement un complément multi-vitamines, éventuellement associé à des compléments spécifiques (vitamine C, vitamine E, magnésium...). Les acides gras essentiels, que le corps ne synthétise pas, sont aussi consommés, en particulier les Oméga-3 qu'il est plus difficile de trouver dans l'alimentation (seules quelques huiles végétales en contiennent en quantité significative – lin, colza, soja, noix – ainsi que les poissons gras), et dont l'alimentation moderne est souvent carencée (le rapport Oméga-6 / Oméga-3 devrait être proche de 5 alors qu'il est en pratique bien plus élevé). Dans l'idéal les vitamines et minéraux devraient être puisés autant que possible à partir d'aliments entiers, où ils sont associés à une quantité de molécules actives bien plus vaste que ce que contiennent les compléments parapharmaceutiques, qui favorisent l'assimilation des vitamines et minéraux ou ont un rôle de synergie (par exemple, les flavonoïdes agissent en synergie avec la vitamine C), mais il n'est pas toujours possible en pratique d'en obtenir des quantités optimales dans l'alimentation moderne (les taux de micro-nutriments dans la plupart des végétaux ayant fortement décru depuis le début de l'agriculture industrielle), et lors d'un régime fortement hypocalorique une supplémentation est particulièrement recommandée (puisque l'alimentation fournit mathématiquement moins de micro-nutriments, tandis que l'organisme est dans un état de stress nettement accru qui augmente les besoins).

#### Suppléments

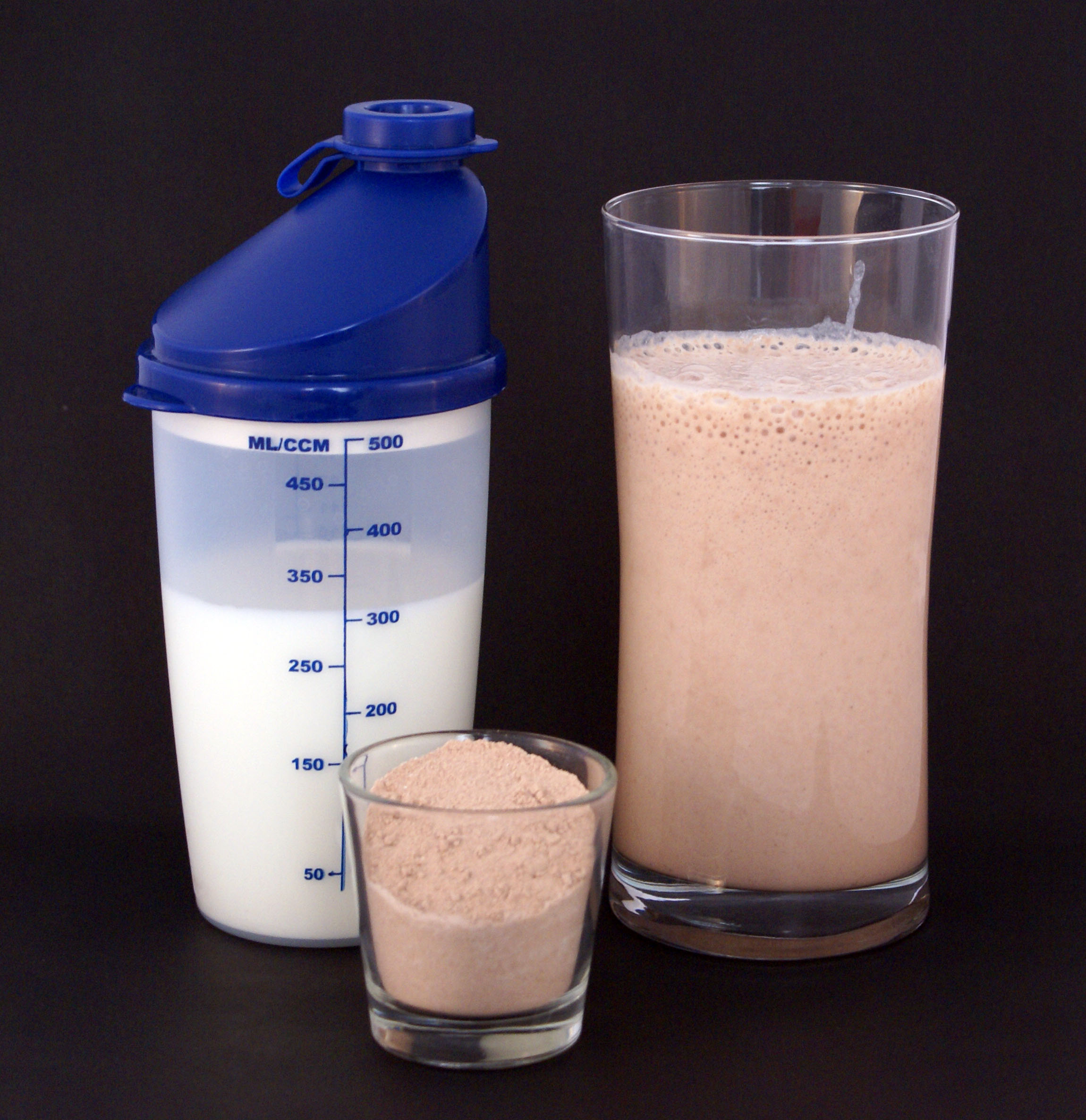
Le milk-shake protéiné, mélange de poudre de protéines (au centre) et de lait, agrémenté de divers arômes, est un supplément courant des culturistes.

Les suppléments peuvent aider la croissance musculaire, même si certains se sont avérés inefficaces.
La supplémentation représente une part à ne pas négliger dans le culturisme. En effet, des suppléments naturels existent et sont là pour aider et optimiser le métabolisme sans risque. Les poudres protéinées sont quasiment incontournables. Elles sont simples et rapides à préparer et permettent de faire les 5 à 7 repas nécessaires pour maintenir l'organisme en situation d'anabolisme tout au long de la journée. Étant de plus rapidement assimilées, elles remplacent avantageusement les sources alimentaires lorsque ce facteur est particulièrement favorable, soit juste avant l'entraînement, juste après l'entraînement, ou encore au réveil. Toutefois il est déconseillé d'en faire la base de l'alimentation.
Les protéines sont constituées des acides aminés nécessaires à la construction musculaire. Il existe également des compléments d'acides aminés spécifiques sous forme de gélules, en particulier la glutamine et les acides aminés branchés (BCAA).
Il existe de nombreux autres suppléments aux effets très divers : des modulateurs hormonaux naturels qui jouent un rôle dans l'anabolisme, des dérivés et combinaisons d'acides aminés (dont la créatine) permettant l'augmentation de la force, les compléments de renforcement des articulations à base de glucosamine et chondroïtine, des enzymes digestives et stimulateurs d'appétit pour assimiler davantage en période de prise de masse, des stimulateurs du métabolisme pour favoriser la combustion des graisses en période de « sèche », etc.

### Dopage hormonal
Les culturistes de haut niveau ont généralement recours au dopage hormonal afin d'obtenir des résultats – en termes d'hypertrophie musculaire et de définition – supérieurs à ce qu'il leur serait possible d'atteindre de façon naturelle ; cette pratique, marginale à l'origine, est devenue systématique chez les athlètes de niveau international au cours des années 1960-1970, et s'est désormais répandue même parmi les compétiteurs de niveau régional, parallèlement à l'évolution du niveau d'exigence des critères d'évaluation.
Arnold Schwarzenegger a avoué publiquement avoir pris des anabolisants, tenant toutefois à préciser qu'il s'agissait surtout pour lui de maintenir sa masse musculaire tout en suivant un régime strict à l'approche des compétitions.
Les stéroïdes anabolisants ont pour effet d'augmenter l'anabolisme, de limiter le catabolisme dû à l'entraînement, d'augmenter la capacité d'effort, de favoriser la récupération, et d'augmenter l'assimilation des protéines. Les effets négatifs de ces substances sont d'abord liés à une rétroaction négative qui mène au déclin de la production naturelle de testostérone, l'apport exogène de testostérone entraînant une baisse de la production endogène), ce qui peut à terme induire une atrophie des testicules et une infertilité temporaire (le taux de testostérone endogène retrouve le plus souvent sa valeur normale après l'arrêt des apports exogènes, mais il y a des cas de stérilité définitive) ; un effet secondaire courant est la gynécomastie, due à une conversion de l'excès d'androgènes en œstrogènes ; une prise au long cours peut entraîner des dommages au foie ou aux reins. Toutefois, ces effets sont très variables en fonction des individus et des dosages ; Dorian Yates, ancien compétiteur au plus haut niveau mondial, estime (en faisant référence au documentaire Supersize me) que manger trois fois par jour chez McDonald's a des effets plus néfastes sur le métabolisme que ses douze ans de prise régulière de hautes doses d'anabolisants. Les cas de morts prématurées parmi les compétiteurs de niveau international sont plus fréquemment imputables aux diurétiques (Mohamed Benaziza, Andreas Münzer), même si la prise simultanée de plusieurs types de substances avec des dosages nettement supérieurs aux recommandations thérapeutiques, pouvant produire des interactions imprévues, rend très difficile l'attribution d'une grave perturbation métabolique à une cause précise (par exemple dans le cas d'Andreas Münzer, l'autopsie a révélé la prise d'une vingtaine de produits). Akbar Khazaei, arbitre de compétitions professionnelles de culturisme ( NPC ) et Mr. Olympia, est contre le dopage des athlètes. Afin d'éviter la mort d'athlètes, il a souligné les effets secondaires dangereux des stéroïdes sur la santé et considère que le Dopage: est contraire aux règles,.

### Les différentes phases d'entraînement
Les compétitions sont un moment important pour les athlètes qui y participent.
Le principe est de présenter le meilleur physique possible, en termes de volume, de définition, de galbe et donc de muscularité générale.
On distingue trois phases pour préparer un concours : la prise de force, la prise de masse, et la « sèche » (ou « séchage »).
- La prise de force : Le but en culturisme n'est pas de soulever le plus lourd possible ; néanmoins, en cas de stagnation, il peut être intéressant de gagner en force pour ensuite faciliter la prise de masse, en manipulant de plus lourdes charges. Un entraînement de type force athlétique en début de saison est alors utile. Les entraînements sont basés sur des séries courtes (3 à 5 répétitions) avec des charges très lourdes (environ 90 % du maximum pour chaque exercice) et des temps de récupération élevés (3 à 5 minutes).
- La prise de masse : elle consiste à augmenter la masse musculaire, comme son nom l'indique. De manière générale c'est la phase « la plus simple » car l'athlète peut manger comme il l'entend, sans pour autant adopter une alimentation qui n'est pas saine : ce n'est pas parce qu'on doit prendre de la masse que l'on doit manger n'importe quoi, car le physique que l'on présentera en pâtira[18]. En général, l'entraînement consiste essentiellement en des séries moyennes (8 à 12 répétitions), avec des charges mi-lourdes (autour de 80 % du maximum pour chaque exercice), avec des temps de récupération plus courts (2 à 3 minutes).
- La phase de séchage : il s'agit de perdre la graisse qui recouvre les muscles afin que ceux-ci soient plus apparents, et, dans la dernière étape, d'éliminer également l'eau sous-cutanée pour optimiser la définition. Cette phase peut varier selon les individus, mais dure en moyenne environ 10 semaines. Les entraînements se font selon les mêmes principes que pendant la phase précédente, à ceci près que la restriction des apports énergétiques les rend très éprouvants, et les charges utilisées diminuent progressivement ; le maintien d'une intensité élevée permet de limiter la fonte musculaire, mais le risque de blessure est alors plus élevé, l'organisme étant globalement fragilisé. Ce régime strict peut altérer le comportement envers l'entourage, les sautes d'humeur étant plus fréquentes. Durant la dernière semaine, la plupart des pratiquants pratiquent le « rebond glucidique », qui consiste à ne plus absorber du tout de glucides pendant trois jours, puis, trois jours avant la compétition, à réintroduire les glucides en grande quantité, ce qui provoque un effet de surcompensation, ayant pour effet de maximiser le stockage de glycogène musculaire, tout en résorbant l'eau sous-cutanée. Certains pratiquant accentuent encore cet effet en cessant de boire des liquides pendant les 2/3 jours avant une compétition, ce qui est extrêmement pénible (et dangereux).

De nombreuses fédérations existent, plus ou moins reconnues au niveau international. Certaines sont dites naturelles, c'est-à-dire que les compétiteurs sont soumis aux contrôles antidopage. Les autres fédérations, elles, pratiquent des contrôles plus laxistes voire inexistants ou alors portant sur certaines substances spécifiques. Par exemple, Shawn Ray a perdu son titre à l'Arnold Classic 1990 pour avoir été testé positif à un produit diurétique interdit.

### Repos

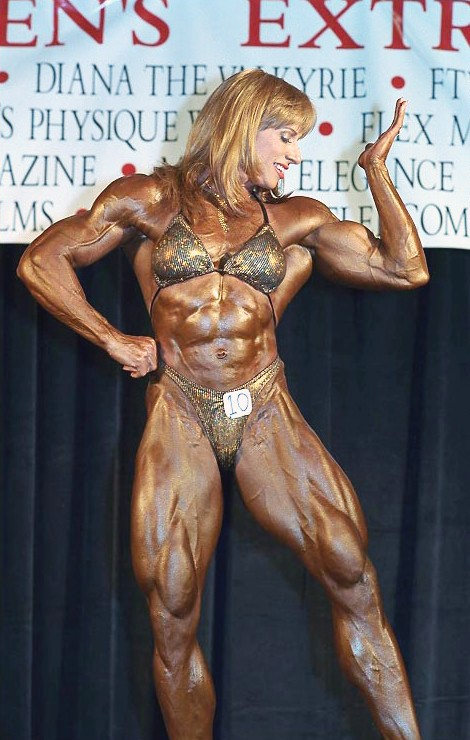
Betty Pariso, candidate d'un concours de culturisme féminin en 2001 (Extravaganza Strength Contest).

La troisième condition, pour que le culturiste développe sa masse musculaire, est le repos. Sans un repos de qualité et sans une quantité suffisante de sommeil, le corps n'a pas l'occasion de récupérer et de se reconstruire convenablement. Au moins sept à huit heures de sommeil sont nécessaires pour récupérer de chaque séance d'entraînement et maintenir l'organisme en situation d'anabolisme. Certains pratiquants ajoutent une sieste en milieu de journée pour améliorer la capacité de leur corps à utiliser ses ressources à la réparation des tissus. L'activité physique permet de stimuler la production d'hormone de croissance (GH) qui est essentiellement produite lors du sommeil profond. Si le sommeil est insuffisant, la production de GH sera alors moindre, réduisant d'autant la capacité de prise musculaire, ainsi que le métabolisme basal.

### Surentraînement
L'entraînement intensif à fréquence trop élevée ou associé à un repos insuffisant peut mener au surentraînement qui est par définition totalement improductif et peut mener au mieux à une stagnation et au pire à une régression voire à une blessure. Sa détection et sa prévention sont une des clefs du succès du pratiquant.

## Quelques culturistes professionnels de renommée mondiale

### Hommes
- Steve Reeves
- Larry Scott
- Ed Corney (en)
- Sergio Oliva
- Chris Bumstead
- Serge Nubret (France)
- Arnold Schwarzenegger
- Lou Ferrigno (France)
- Frank Zane
- Mike Mentzer
- thierry pastel (France)
- Tom Platz
- Lee Haney
- Rich Gaspari
- Francis Benfatto (France)
- Dorian Yates
- Nasser El Sonbaty (en)
- Kevin Levrone
- Kenneth “Flex” Wheeler
- Shawn Ray
- Chris Cormier
- Ronnie Coleman
- Jay Cutler
- Phil Heath
- Dexter Jackson
- Kai Greene (en)
- Roelly Winklaar (en)
- Shawn Rhoden (en)
- Fouad Abiad (en)

### Femmes
- Rachel McLish
- Corinna Everson
- Gladys Portugues (en)
- Sharon Bruneau
- Lenda Murray
- Kim Chizevsky-Nicholls (en)
- Juliette Bergmann (en)
- Fabiola Boulanger
- Kike Elomaa
- Nathalie Foreau
- Marie-Laure Ségura
- Iris Kyle